# TV Câmara (João Pessoa)
TV Câmara é uma emissora de televisão brasileira, pertencente à Câmara de Vereadores de João Pessoa. Transmite ao vivo as sessões da casa, e ainda produz vários outros programas locais. Opera no canal 6.2 (39 UHF digital).